# Delftsche slaolie

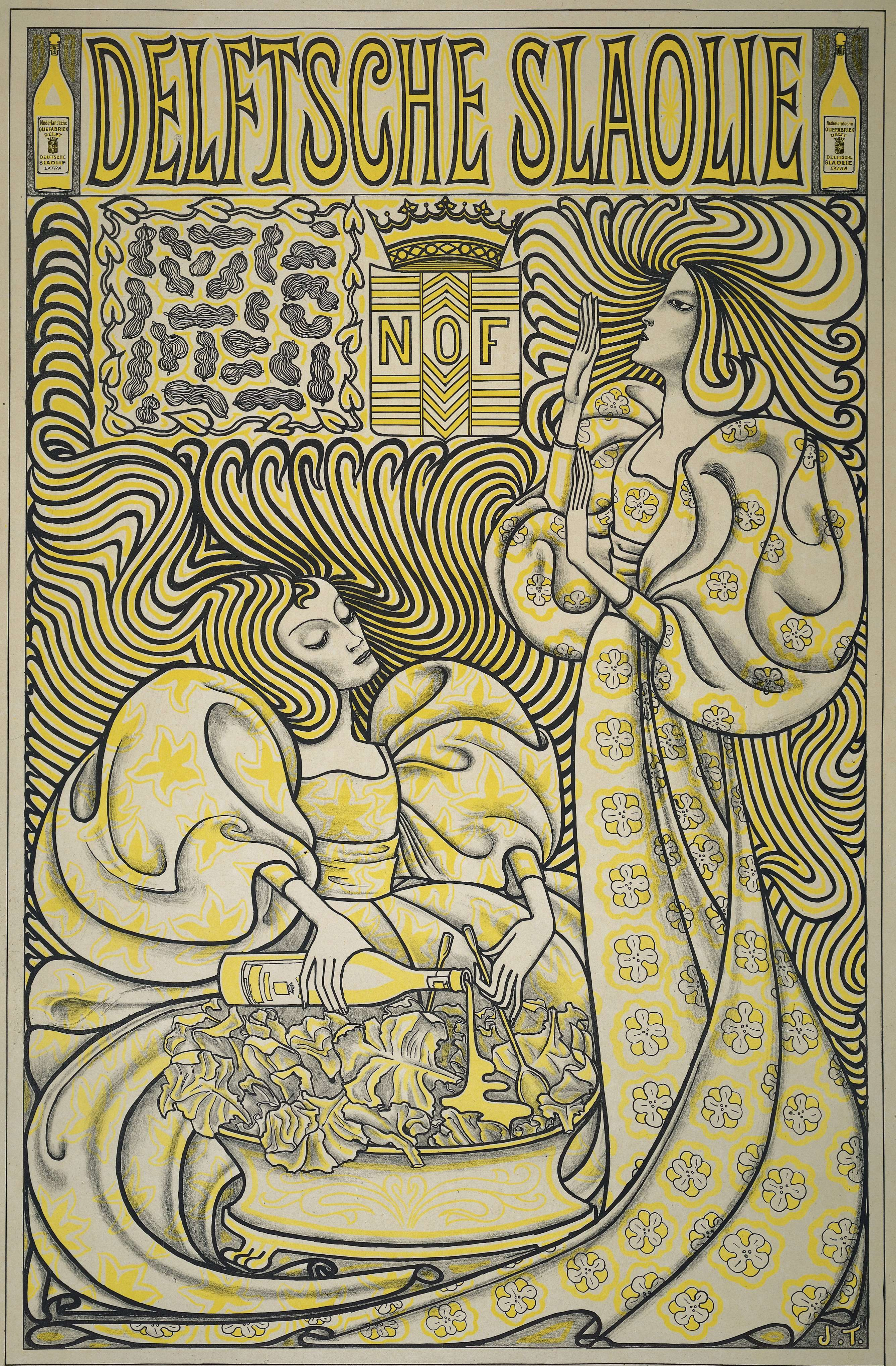
Affiche Delftsche slaolie

De Delftsche slaolie werd gemaakt door de Nederlandsche Oliefabriek (NOF). Deze werd in 1883 opgericht in Delft en was de voorloper van Calvé. De slaolie werd van pindaolie gemaakt.

## Poster Jan Toorop
De olie werd vooral bekend door een affiche ontworpen door Jan Toorop. De poster was een voorbeeld van de Nederlandse jugendstil.